# Antoine I. (Monaco)

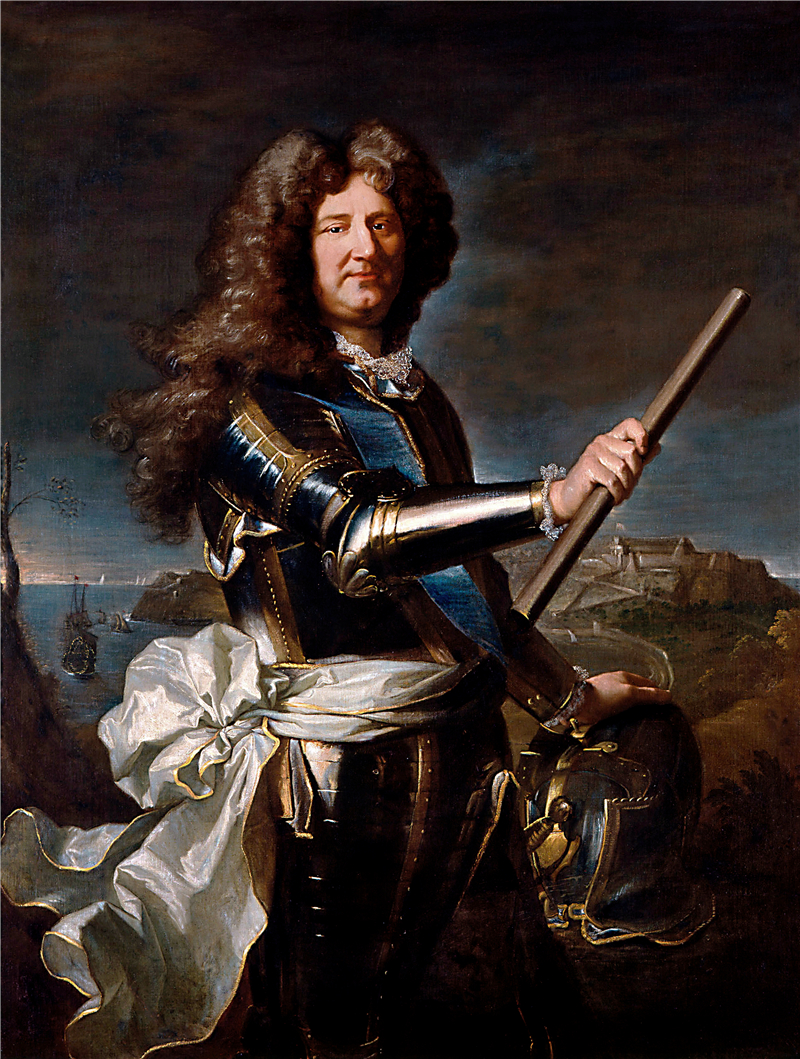
Antoine I. Grimaldi

Antoine I. von Monaco (* 25. Januar 1661 in Paris; † 20. Februar 1731 in Monaco) aus der Familie der Grimaldi war von 1701 bis 1731 Fürst von Monaco.

## Leben
Antoine war der Sohn des Louis I. von Monaco (1662–1701) und der Catherine Charlotte de Gramont (1639–1678). Sein Bruder war der Abt von Monaco und Erzbischof von Besançon Francesco Grimaldi (1669–1748). Bereits 1715 trat er das Herzogtum Valentinois an seinen Schwiegersohn Jacques-Francois Léonor de Goyon ab. Aus Mangel an männlichen Nachkommen, erlosch mit Antoines Tod 1731 die Familie Grimaldi im Mannesstamm. Sein Leichnam wurde in der Kathedrale von Monaco beigesetzt. Louise-Hippolyte folgte ihrem Vater als Herrscherin Monacos nach. Ihre Nachkommen begründeten die Familie der Goyon-Grimaldi.

## Familie
Antoine war in einer von Ludwig XIV. von Frankreich arrangierten Ehe 1688 mit Maria von Lothringen, Mademoiselle d’Armagnac aus dem französischen Hause von Guise verheiratet. Aus dieser Ehe stammten sechs Kinder, von denen allerdings nur zwei Töchter das Erwachsenenalter erreichten:
1. Antonetta (1690–1696)
2. Caterina Carlotta (7. Oktober 1691–18. Juni 1696)
3. Elisabeth Carlotta
4. Louise-Hippolyte (1697–1731)
5. Margaretha Camilla (1. Mai 1700–27. April 1758); ⚭ Louis de Gand de Merode de Montmorency, Prince d’Isenghien
6. Maria Paolina Teresa Devota

Außerdem hatte Antoine mehrere illegitime Kinder aus verschiedenen Liebschaften:
- mit der Schauspielerin und Tänzerin Elisabeth Dufort-Babé
  - Antoine Grimaldi (1697–1784), bekannt als „Ritter Grimaldi“
- mit Victoire Vertu (Tänzerin an der Pariser Oper)
  - Antoinette Grimaldi, Mademoiselle von Saint-Rémy
- mit einer unbekannten Frau
  - Louise Marie Thérèse Grimaldi (1705–1723)